# 雷夫提·高梅茲
韋農·路易斯·高梅茲（英語：Vernon Louis Gomez, 1908年11月26日—1989年2月17日），為前美國職棒大聯盟的投手。生涯效力過洋基與參議員隊，生涯一共拿下5次世界大賽冠軍。1933年到1939年間，他連續7年入選明星賽。他於1972年入選名人堂。1987年，他與懷堤·福特被洋基隊入選紀念碑公園。1989年逝世。

## 職業生涯
1930年4月29日，高梅茲登上大聯盟。他僅出賽15場，留下2勝5敗，防禦率5.55的普通成績。1931年，高梅茲的成績開始進步，不過由於身形太過單薄，球團要求他每天喝3夸脫的牛奶，而且在客場比賽時，球隊還會無限量的供應他食物。該年他防禦率為大聯盟倒數第二低。
1933年到1939年間，高梅茲入選7次明星賽，4次單季20勝，2次拿下勝投王，3次拿下三振王以及完封數聯盟最多。1934年明星賽，高梅茲投了6局，締造單一投手在明星賽投球局數最長紀錄。
1934年球季是高梅茲生涯最好的一個球季，單季26勝5敗。該年他一起拿下勝投王、防禦率王、三振王和三冠王，該年他的完封勝也是聯盟最多。投球勝率6成49在勝敗投數加總超過200的投手中排名第15名。1900年到1950年所有的投手，只有雷夫提·葛洛夫、克里斯提·馬修森和懷堤·福特的生涯勝率比他高。另外高梅茲在世界大賽6勝0敗，締造了大聯盟紀錄。
1940年，高梅茲因手臂受傷僅出賽9場。1941年，他投出單季15勝5敗。1942年球季結束後，他在奇異公司的River Works擔任調度員，而他一個禮拜僅有40美元的收入。1943年1月27日，洋基隊將他以1萬美元(今14萬4788美元)賣給波士頓勇士。
高梅茲從來沒有在勇士隊出賽過，後來他遭到球隊釋出並與參議員隊簽約。他在參議員隊僅出賽一場，主投4.2局被擊出4支安打失3分吞敗。他在第5局因肩膀不適提前下場休息，不久後退休。

## 外部連結
- 球員資訊和成績在MLB，ESPN ，Retrosheet ，Baseball Reference ，Baseball Reference (Minors) ，Fangraphs，The Baseball Cube （英文）